# 2017-es elefántcsontparti lázadás
2017. januárban egy nagyobb lázadás tört ki az elefántcsontparti hadseregen belül. A többségében a 2011-ben a katonaságba beintegrált Új Erők tagjai közül kikerült lázadók fő indítéka a fizetésük és életszínvonaluk emelése volt. Országszerte kilenc város elfoglalásával akartak nyomatékot adni követeléseiknek. A lázadás végül békésen zárult.

## Története
A felkelés január 6-án 2 órakor kezdődött, mikor a magasabb fizetésért és bent ragadt bónuszaik kifizetéséért harcoló elégedetlen katonák Bouakében fegyvert ragadtak, és lőszert szereztek a helyi katonai bázisokon és rendőrségeken. Hozzájuk hamaorsan több, még aktív katona csatlakozott, akik az ECOWAS libériai küldetésének voltak a tagjai, de azt állították, nem kaptak fizetést a hadműveletben való részvételükért. Rövid tűzharc után a lázadók megszerezték Bouakét, lezárták a város bejáratait, és azt mondták a helybélieknek, maradjanak az épületekben. Bouakében nem történt több atrocitás, de a lázadás gyorsan átterjedt más városokra is. A katonák Daloa katonai bázisán is felkeltek, egyes források szerint itt is rövid tűzharcra került sor. Mások szerint a felkelők csak a levegőbe lőttek. Akármelyik variáció is volt, a helyzet gyorsan lenyugodott, és lázadók vették át az irányítást a város fölött. Több reményt vesztett katonai is Korhogóba ment. Ezt a várost mindenféle ellenállás nélkül sikerült bevenni. Daoukro és Odienné területéről is harcokat jelentettek. Bár az ország gazdasági központjában, Abidjanban a katonák viszonylag nyugodtak maradtak, az éjszaka közülük is többen fellázadtak, így január 6-án estére már öt városban, köztük Abidjanban is átvették az irányítást. Az ENSZ békefenntartó csapatokat küldött az ország több tájára, hogy ezzel akadályozzák meg a helyzet eszkalálódását. Alain-Richard Donwahi hadügyminiszter bejelentette, hogy másnap Bouakében tárgyalásokat kezd a lázadókkal.
A legtöbb elégedetlenkedő katona az Új Erők egykori tagjai közül került ki. A második elefántcsontparti polgárháború előtt az ő ellenőrzésük alatt állt az ország északi része. Ezután tagozódtak be a szervezett katonai alakulatok közé.
Másnapra a felkelők kilenc várost foglaltak el: ezek Bouaké, Abidjan, Odienné, Korhogo, Man, Daloa, Toulépleu, Abobo és Daoukro voltak. Abidjanban a lázadók átv ették a katonai központ feletti ellenőrzést, majd blokkolták az katonai központokat, így a védelmi minisztériumot is elbarikádozták. Ezen kívül a jelentések szerint megtámadták egy a kormányhoz hű félkatonai kommandó katonai bázisát is. Mivel ahelybéli lakosok a helyzet elmérgesedésétől tartottak, nagyobb készleteket tároztak be élelemből és vízből.Man és Bouaké területéről is tűzharcról érkeztek hírek. Donwahi és Issiaka Ouattara, a kormánypárti Köztársasági Gárda parancsnokhelyettese kora délután Bouakébe ment, hogy tárgyaljanak a felkelő katonákkal. Sikerült velük megállapodni. A lázadók megígérték, hogy a lázadásnak véget vetnek, és visszatérnek barakkjaikba, ha megkapják a magasabb fizetést ész elmaradt bónuszaikat. Alassane Ouattara elnök ezután bejelentette a nemzeti televízióban, hogy sikerült megállapodást kötni, de kritizálta a katonákat az akciójuk miatt: "Szerintem az ilyesfajta akaratérvényesítés nem helyén való. Ez elhomályosítja országunk képét annak ellenére, hogy megpróbáljuk gazdaságunkat feléleszteni."
Mindezek ellenére a lázadók nagyobb része nem volt megelégedve az elért eredménnyel. A felkelők tüzet nyitottak arra a házra, ahol aláírták a megállapodást, és azt hangoztatták, azt akarják, bónuszukat rögtön fizessék ki, és ne csak a következő héten. Patthelyzet alakult ki, miközben a kormány tagjait – köztük a honvédelmi minisztert is – több órán keresztül fogságban tartották. Január 8-án kora reggel azonban a felkelők összes foglyukat szabadon engedték.

## Következmények
Bár a megállapodás tartalmát nem hozták nyilvánosságra, a jelentések szerint a katonáknak magasabb fizetést ajánlottak, és megígérték, hogy az összes lázadó amnesztiában részesül. Január 9-én Ouattara elnök felmentette a hadsereg, a rendőrség és a félkatonai szervezet parancsnokait.